# Astragalus vassilczenkoi
Astragalus vassilczenkoi är en ärtväxtart som beskrevs av Berdyev. Astragalus vassilczenkoi ingår i släktet vedlar, och familjen ärtväxter. Inga underarter finns listade i Catalogue of Life.